# Гуерния Пилланса
Гуерния Пилланса или Гуэрния Волосистая (лат. Huernia pillansii) — вид суккулентных растений рода Гуэрния (Huernia), семейства Кутровые (Apocynaceae), естественно произрастающий на территории Капской провинции Южно-Африканской Республики.

## Название
Родовое латинское (научное) название Huernia происходит от имени Юстина Хёрниуса (Justin Heurnius, 1587-1652), голландского врача и миссионера, первого европейца, который занимался сбором растений на мысе Доброй Надежды, Южная Африка. Благодаря его рисункам стали известны представители семейства Ластовневые (Asclepiadaceae).
Латинский видовой эпитет pillansii был дан в честь Невилла Пилланса (Neville S. Pillans, 1884–1964), южноафриканского ботаника и коллекционера, который с 1918 года работал в Гербарии Болюса (Bolus Herbarium).

## Описание
Гуерния Пилланса — один из выдающихся представителей своего рода, который отличается особыми характеристиками, включая покрытые щетиной стебли, напоминающие миниатюрные стебли худии. Существует несколько форм этого вида, которые можно рассматривать как разнообразные вариации, так как ни одна из них не имеет ярко выраженных отличий, оправдывающих отдельное название. Гуерния Пилланса популярна благодаря своим уникальным стеблям и красочным звездообразным цветкам, которые в некотором смысле напоминают цветки Huernia hystrix.
Гуерния Пилланса — низкорослое растение с густыми стеблями. Стебли мягкие, длиной от 2 до 5 см (редко до 18 см), диаметром 12-20 мм, прямостоячие или восходящие. В молодом возрасте они обычно имеют почти шаровидную, узкояйцевидную или цилиндрическую форму. Бугорки маленькие, конические, загнутые, покрытые заостренными щетинками. Они образуют 9-16 (реже до 24) вертикальных или спиральных рядов. Бугорки могут быть голыми и иметь зеленый или тускло-пурпурный цвет при освещении солнцем. У Гуернии Пилланса есть рудиментарные листья, длиной от 2 до 8 мм, покрытые мягкими щетинками и обычно разветвленные.
Цветки появляются по 1-3 у основания молодых стеблей. Они имеют диаметр от 1 до 5 см и форму чашевидной трубки, большей частью обращенной вверх. Цветоножки длиной от 3 до 8 мм, остаются голыми. Чашелистики имеют длину от 6 до 12 мм и ширину от 1,5 до 2 мм. Они могут быть яйцевидно-ланцетными, с оттянутыми в нитевидные загнутые кончиками и оставаться голыми. Венчик имеет диаметр от 2,5 до 5 см и может быть желтым или красновато-коричневым с внутренней стороны кремовым или желтоватым, усеянным неравномерными пятнами красного или бордового цвета. Цветочная трубка имеет цилиндрическую форму (иногда чашевидную), с лабиринтообразными красноватыми точками, длиной 5-9 мм и диаметром, соответствующим внешнему диаметру трубки. Лопасти венчика треугольные, резко и горизонтально отходящие от трубки или завитка. Они имеют размеры от 10 до 22 мм в длину и от 6 до 10 мм в ширину у основания, с постепенным сужением до тонкого заостренного кончика. Лопасти обладают различной окраской и бородавчатой текстурой. Внешняя корона состоит из 5 лопастей и имеет черный или пурпурно-черный цвет. Доли внешней короны являются маленькими, субквадратными или продолговатыми, короткими и раздвоенными посередине. Внутренние корончатые лопасти имеют длину около 2-2,5 мм и сужаются от вздутого основания к шишковидному кончику. Они трапециевидные, сращенно-прямые, с плоской верхушкой, покрыты бородавками и имеют темно-пурпурно-коричневую окраску. Тычиночный столбик имеет длину около 3 мм и может быть желтоватым или зеленоватым, с более темной областью прорастания.
Гуерния Пилланса обычно цветет обильно в конце лета и начале осени. Плоды представлены парными листовками.

## Распространение
Гуерния Пилланса произрастает в Южно-Африканской Республике в рамках Капской провинции, охватывая как Западную, так и Восточную Капскую провинции. Её распространение в основном концентрируется в районе Ладисмита. Следует отметить, что наиболее заметные популяции этого вида встречаются к югу от Оудсхорна. Изолированные находки этого таксона, как описано Личем (1968) в районе Стейтлервилль, являются нетипичными и не следует преувеличивать их значение.

## Таксономия
Huernia pillansii N.E.Br., первое упоминание в Gard. Chron., ser. 3, 35: 50 (1904).